# Việt Nam tại Đại hội Thể thao Đông Nam Á 1999
Đại hội Thể thao Đông Nam Á 1999 diễn ra tại Bandar Seri Begawan, Brunei từ ngày 7 đến 15 tháng 8 năm 1999. Đoàn Việt Nam đoạt tổng cộng 64 Huy chương các loại, xếp chung cuộc 6 trên 10 đoàn tham dự. Nước đứng đầu chung cuộc là Thái Lan.

### Số vận động viên
Số vận động viên tham dự Đại hội Thể thao Đông Nam Á 1999 của đoàn thể thao Việt Nam là 174, chia đều ở 14 môn thi đấu.

## Các môn thi đấu
| Môn          | Tổng số huy chương | Vàng | Bạc | Đồng |
| ------------ | ------------------ | ---- | --- | ---- |
| Điền kinh    | 14                 | 2    | 4   | 8    |
| Karate       | 13                 | 4    | 3   | 6    |
| Taekwondo    | 13                 | 3    | 5   | 5    |
| Pencak SIlat | 13                 | 7    | 4   | 2    |
| Xe đạp       | 5                  | 1    | 2   | 2    |
| Bóng bàn     | 4                  | 0    | 1   | 3    |
| Bóng đá      | 1                  | 0    | 1   | 0    |
| Cầu lông     | 1                  | 0    | 0   | 1    |
| Quần vợt     | 0                  | 0    | 0   | 0    |
| Bowling      | 0                  | 0    | 0   | 0    |
| Billards     | 0                  | 0    | 0   | 0    |
| Golf         | 0                  | 0    | 0   | 0    |
| Bắn súng     | 0                  | 0    | 0   | 0    |